# Каргат (город)
Карга́т  — город (с 1965) в России, административный центр Каргатского района Новосибирской области.
Население — 8316 чел. (2021).

## Этимология
Возник в XVIII веке как Каргатский форпост. Название от гидронима Каргат, этимология которого точно не установлена. По оценке И. А. Воробьёвой, возможно, происходит из тюркского коргат — «заставить защищать», то есть «река, которая защищает». Это объясняется тем обстоятельством, что в местах, где были природные укрытия, податное население скрывалось от уплаты податей.

## География
Город расположен на реке Каргат (приток Чулыма, бассейн озера Чаны), в 177 км от Новосибирска. Через Каргат проходит Транссибирская магистраль.

## История
По наиболее распространённой версии основание города датируется 1746 годом, когда на реку Каргат был перенесён гарнизон из села Убинское.
С 1890-х годов Каргат — административный центр Каргатской волости Томской губернии.
В 1898 году запущено движение по железной дороге через станцию Каргат.
В 1900 году основана станция Каргат.
В 1921—1925 годах Каргат был центром одноимённого уезда Ново-Николаевской губернии.
В мае 1925 года Сибревком объединил губернии, края и округа Западной Сибири в единый Сибирский край, волости и уезды были также ликвидированы. Вместо них окончательно появились районы краевого подчинения. Первоначально Каргат стал центром Каргатского района (бывшего Каргатского уезда). Однако уже в июле 1925 года Каргат утратил статус административного центра уезда/района и был преобразован в село, в составе Новосибирского округа Сибирского края, с 1930 года территория находилась в составе Западно-Сибирского края (образованного, в основном, в границах бывших Томской и Тобольской губерний). В 1937 территория включена в состав вновь образованной Новосибирской области.
С 1957 года Каргат получил статус «рабочего посёлка».
Вновь Каргат стал административным (районным) центром со статусом «город» осенью 1965 года во вновь сформированном Каргатском районе.

## Транспорт
В городе расположена железнодорожная станция Каргат на линии Барабинск — Новосибирск, Новосибирского отделения Западно-Сибирской железной дороги.

## Достопримечательности
В Kаргате расположена построенная в 1912 году насосная станция, признанная памятником архитектуры регионального значения.

## Население
| 1959    | 1970    | 1979    | 1989    | 1996    | 1998    | 2000    | 2001    | 2002    |
| ------- | ------- | ------- | ------- | ------- | ------- | ------- | ------- | ------- |
| 12 760  | ↗12 896 | ↘12 585 | ↘12 561 | ↗13 100 | ↘12 700 | ↘12 300 | ↘12 100 | ↘11 184 |
| 2005    | 2006    | 2007    | 2008    | 2009    | 2010    | 2011    | 2012    | 2013    |
| ↘11 000 | ↘10 900 | ↗10 934 | ↘10 800 | ↘10 763 | ↘10 042 | ↘10 000 | ↘9984   | ↘9807   |
| 2014    | 2015    | 2016    | 2017    | 2018    | 2019    | 2020    | 2021    |         |
| ↘9720   | ↘9656   | ↘9584   | ↘9519   | ↘9370   | ↘9163   | ↘9029   | ↘8316   |         |

На 1 января 2025 года по численности населения город находился на 977-м месте из 1124 городов Российской Федерации.

## Известные уроженцы
- Бабаев, Николай Архипович (1924—1984) — ветеран Великой Отечественной войны, Герой Советского Союза.
- Бобенко, Геннадий Иванович (1931—2006) — русский прозаик, военный историк, действительный член (академик) Академии военно-исторических наук.
- Иванов, Владимир Николаевич (1924—1971) — ветеран и герой Великой Отечественной войны, полный кавалер ордена Славы.
- Кислова, Калерия Венедиктовна (1926—2025) — режиссёр советского и российского телевидения, в 1977—2006 гг. — главный режиссёр программы «Время».
- Кожемякин, Пётр Павлович (1917—1983) — ветеран Великой Отечественной войны, Герой Советского Союза.
- Рылов, Игорь Евдокимович (1914—1982) — советский художник-постановщик[29].